# ラゥトラビャルグ
ラゥトラビャルグまたはラウートラピャルク（Látrabjarg、アイスランド語発音: [ˈlauːtraˌpjark]）は、アイスランドの地名で、アゾレス諸島の一部を除いてヨーロッパの最西端に位置する。この地の崖は、ニシツノメドリ、シロカツオドリ、ウミガラス、オオハシウミガラス等の多くの鳥の住処となっている。例えばオオハシウミガラス等については、世界全体の生息数の40%近くがここに生息する。ヨーロッパで最大の海鳥営巣崖であり、長さは14 km、高さは440 mになる。

## ギャラリー

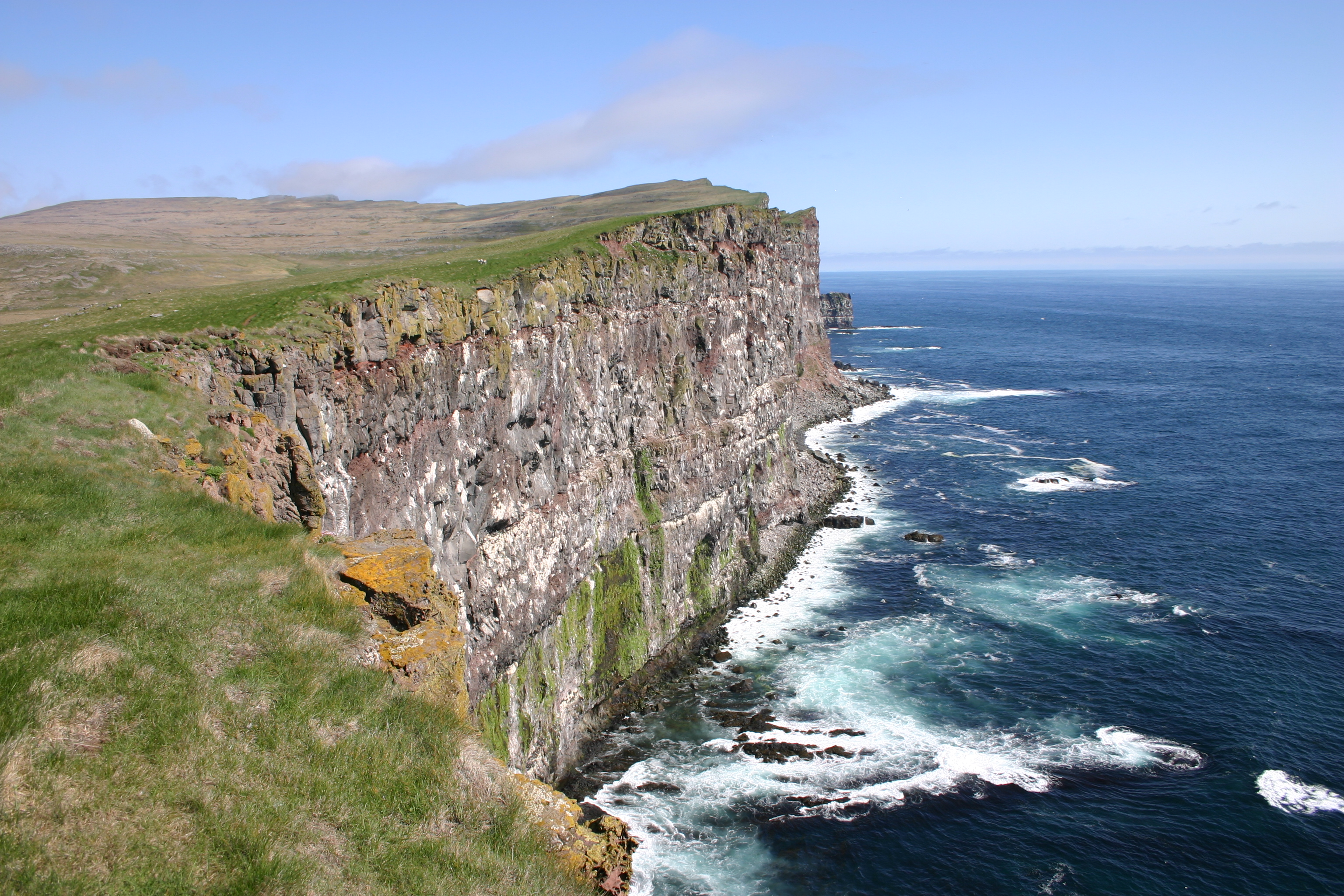
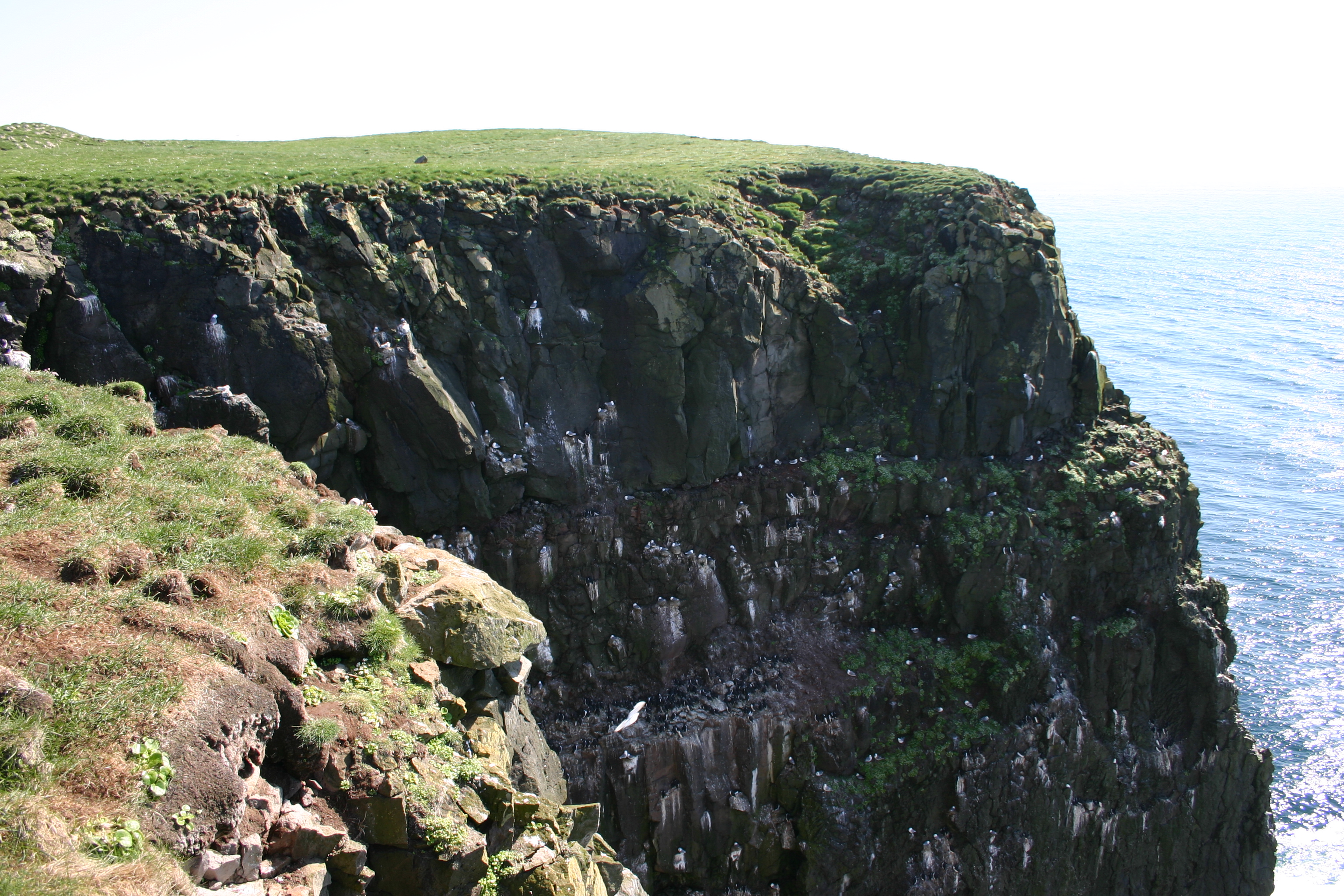
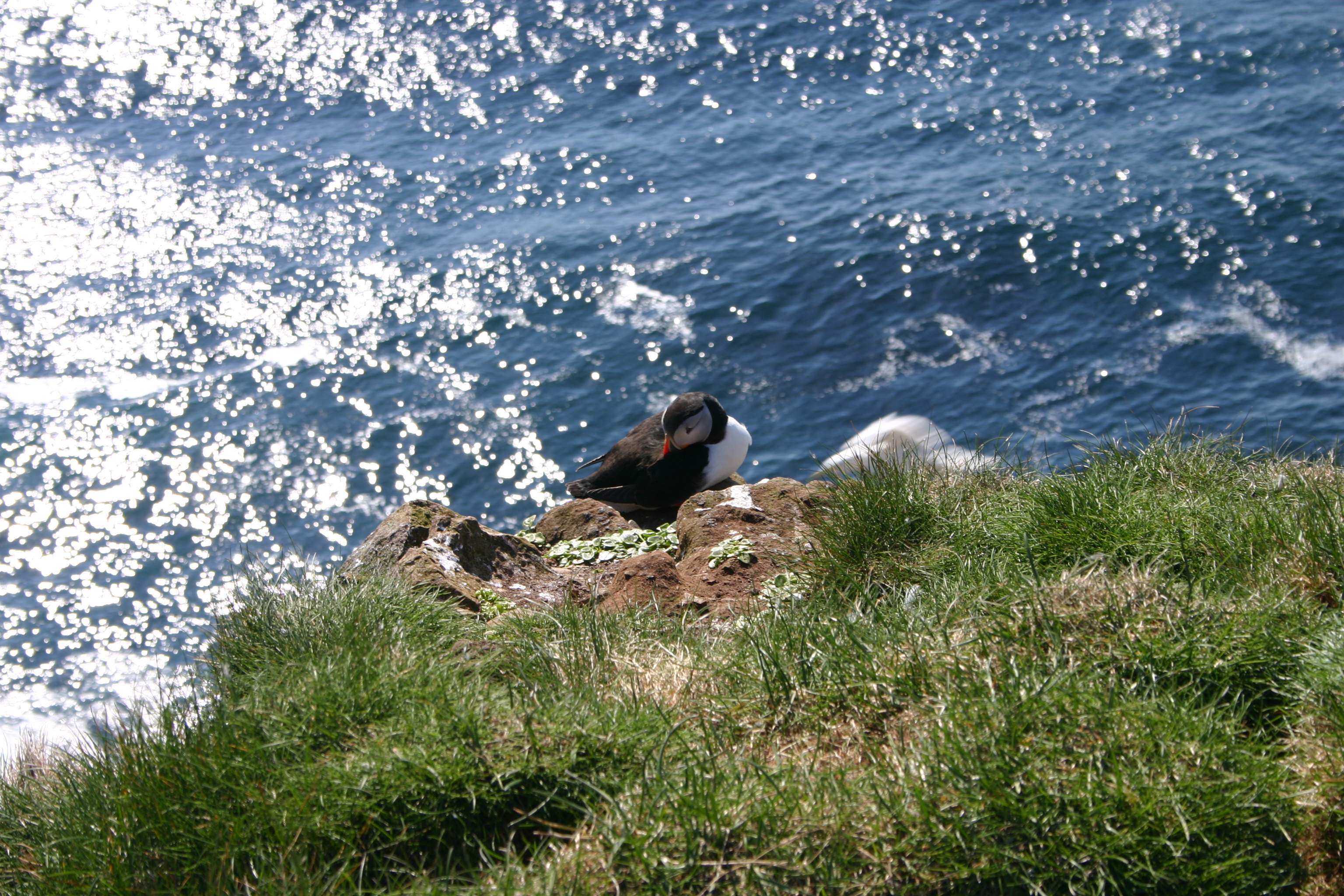